# Przejście graniczne Wigancice Żytawskie-Višňová
Przejście graniczne Wigancice Żytawskie-Višňová – polsko-czeskie przejście graniczne na szlaku turystycznym położone w województwie dolnośląskim, w powiecie zgorzeleckim, w gminie Bogatynia, w miejscowości Wigancice Żytawskie, zlikwidowane w 2007.

## Opis
Przejście graniczne Wigancice Żytawskie-Višňová w rejonie znaku granicznego nr IV/117/22, zostało utworzone 18 stycznia 2006. Czynne było przez cały rok: w okresie wiosenno-letnim (kwiecień–wrzesień) w godz. 6.00–20.00, a w drugiej połowie roku w godz. 8.00–18.00. Dopuszczony był ruch pieszych, rowerzystów i narciarzy. Doraźnie kontrolę graniczną i celną wykonywały organy Straży Granicznej.
21 grudnia 2007 na mocy układu z Schengen przejście graniczne zostało zlikwidowane.
Do przekraczania granicy państwowej z Republiką Czeską  uprawnieni byli obywatele następujących państw:

1. Republika Austrii
2. Królestwo Belgii
3. Republika Grecji
4. Królestwo Danii
5. Republika Estonii
6. Republika Finlandii
7. Republika Francuska
8. Królestwo Hiszpanii
9. Królestwo Niderlandów
10. Państwo Izrael
11. Japonia
12. Republika Irlandii
13. Republika Islandii
14. Kanada
15. Wielkie Księstwo Luksemburga
16. Republika Litewska
17. Republika Łotewska
18. Republika Federalna Niemiec
19. Królestwo Norwegii
20. Republika Portugalska
21. Republika Słowacka
22. Republika Słowenii
23. Stany Zjednoczone Ameryki Północnej
24. Konfederacja Szwajcarska
25. Królestwo Szwecji
26. Republika Węgierska
27. Zjednoczone Królestwo Wielkiej Brytanii i Irlandii Północnej
28. Republika Włoska
29. Republika Cypryjska[5]
30. Księstwo Liechtensteinu[5]
31. Republika Malty[5].

## Galeria

Przejście graniczne Wigancice Żytawskie-Višňová
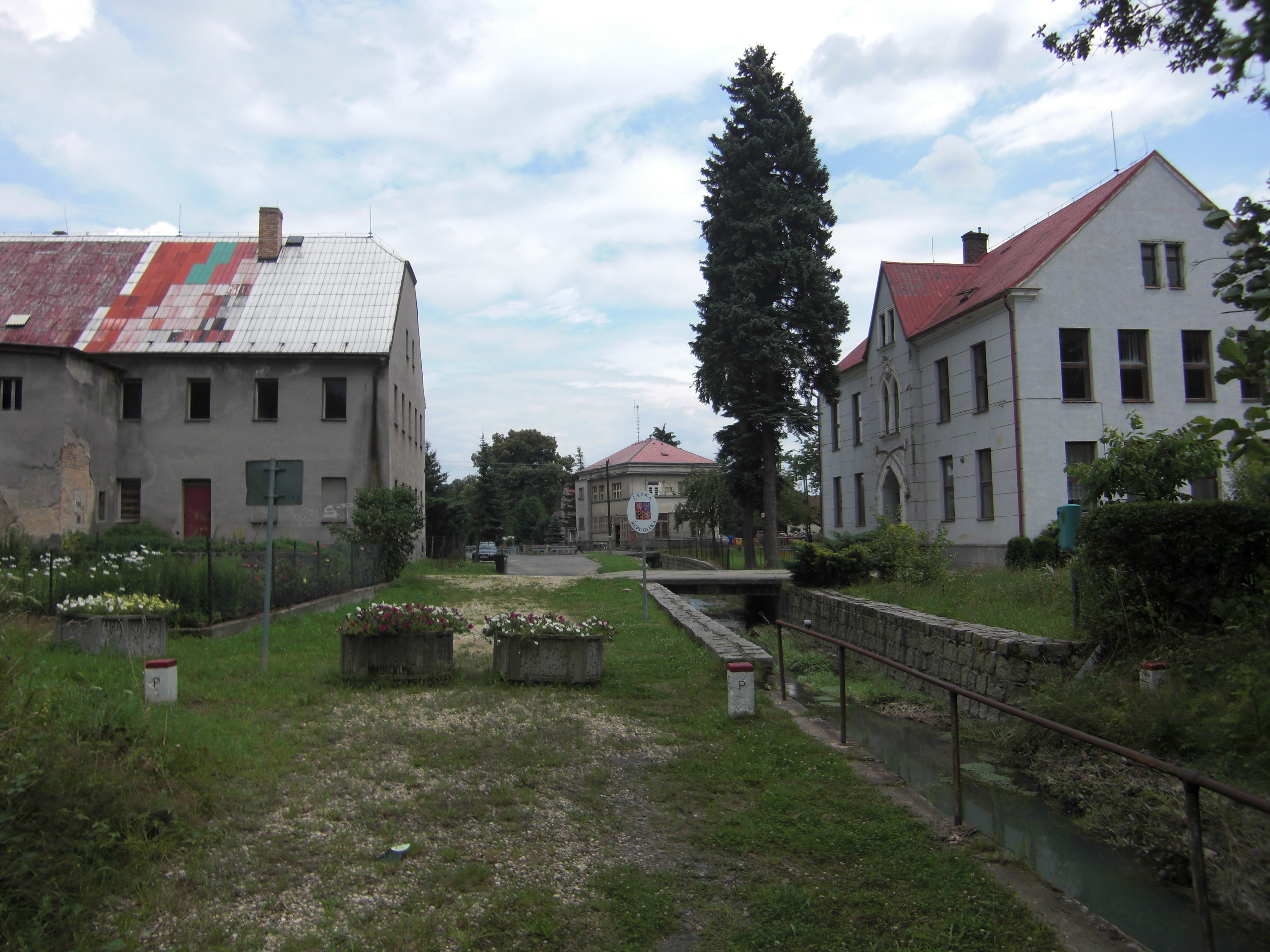
Widok od strony polskiej (lipiec 2008)
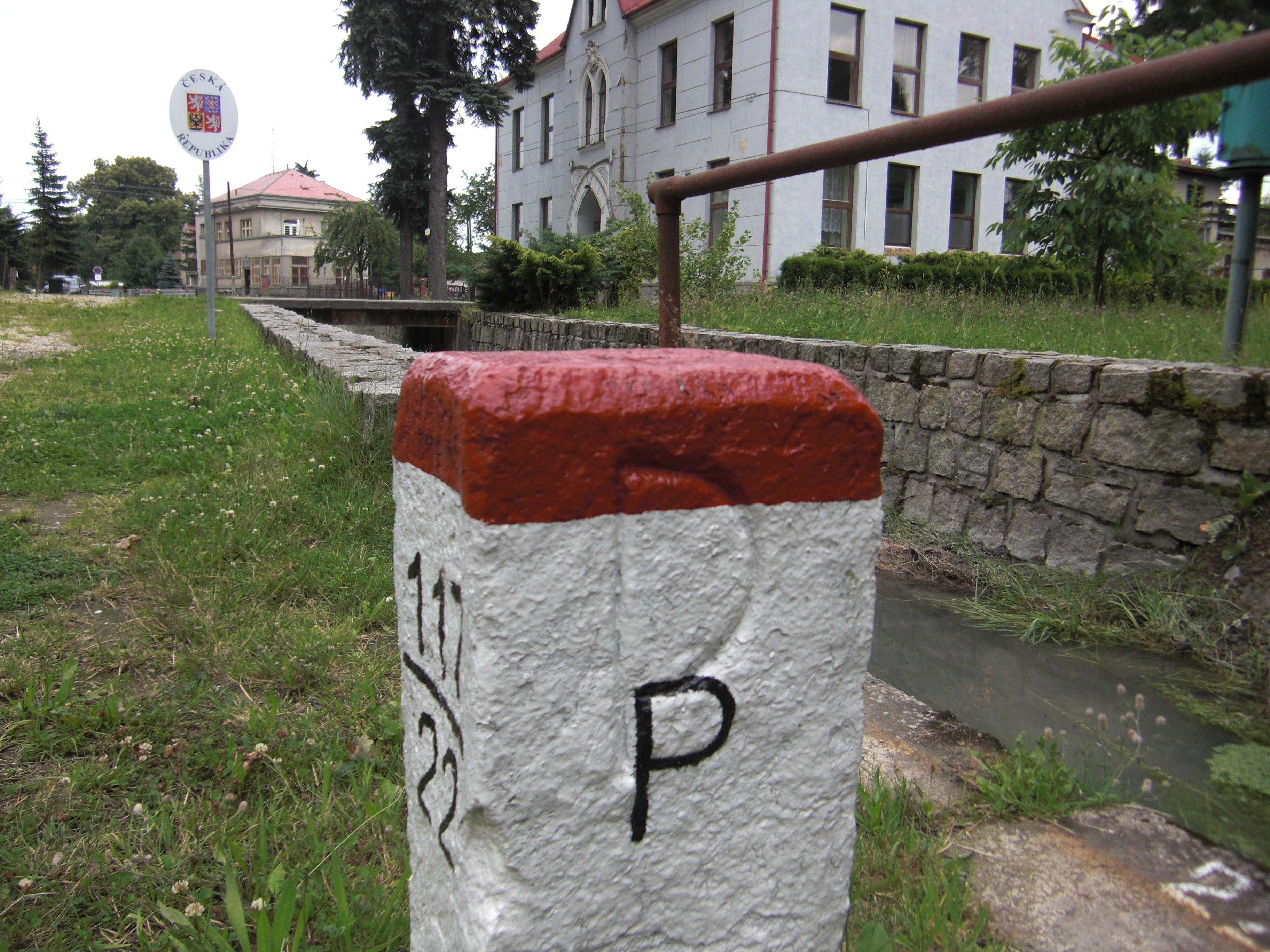
Znak graniczny nr 117/22 (lipiec 2008)
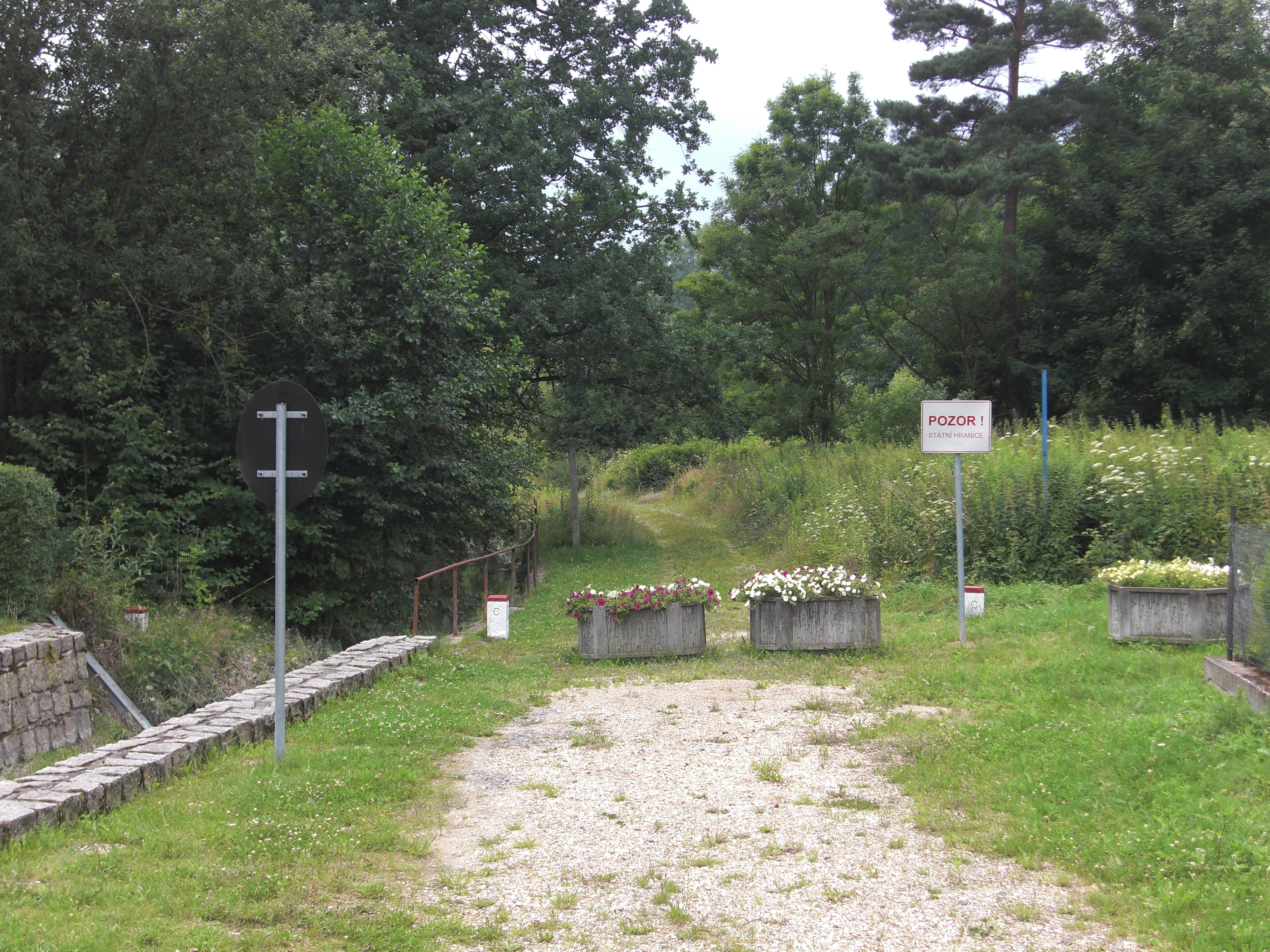
Widok od strony czeskiej (lipiec 2008)